# Kリーグ1
Kリーグ1（K리그1、K League 1）は、大韓民国（韓国）におけるプロサッカーの最上位リーグである。Kリーグ2とともに大韓サッカー協会（KFA）傘下の韓国プロサッカー連盟によって運営されており、全12クラブによって争われる。リーグスポンサーの協賛によりハナ1Q Kリーグ1と呼ばれる。

## 歴史

### 1980年代 - 1990年代
Kリーグは1983年にスーパーリーグ（수퍼리그）の名称で始まった。それまでの大韓民国では1982年までは実業団リーグと実業団や大学連盟のトーナメント大会が主流だった。1979年に大韓サッカー協会の会長に就任した新東亜グループの総帥である崔淳永は、プロサッカー創設を会長選での公約のひとつに掲げており、1980年には自らオーナーとなって韓国初のプロサッカークラブ、ハレルヤFCを創設した。また、大統領の全斗煥の思惑もプロサッカーリーグ創設の気運を後押しした。全はスポーツを民主化を要求する民衆の不平不満を逸らすための手段の一つと捉え、各財閥に対してプロサッカークラブ創設を働きかけた。
1983年に5チーム参加のリーグが発足した当初、プロクラブはハレルヤと油公のみで、ほかの大宇、浦項製鉄、国民銀行はアマチュアという不完全なプロリーグ だった。リーグ開幕戦は5月8日にソウル運動場でハレルヤ対油公の組み合わせで行われた。アマチュアクラブを参加させたのは、当時アマチュアにのみ参加が許されていたアジア競技大会やオリンピックに向けた強化のためだった。その後、実業団のプロ化や、新規加盟クラブの参加もあり、1987年には5チームすべてがプロクラブになった。
スーパーリーグは1984年にサッカー大祭典スーパーリーグ（축구대제전 수퍼리그）、1986年にサッカー大祭典（축구대제전）、1987年に韓国プロサッカー大会（한국프로축구대회）、1994年にコリアンリーグ（코리안리그）、1996年にプロサッカー大会（프로축구대회）と改称された。しかし韓国のマスコミでは日本のJリーグを真似てKリーグ（K리그）という通称が使われるようになり、1998年からは韓国プロサッカー連盟もKリーグの名称を正式に用いるようになった。
観客動員が伸び悩んだため1990年代中盤からは地域密着に取り組むようになっていった。1995年末には各チームにフランチャイズ（ホームタウン）が定められ、それまで企業色が強かったクラブ名に地域名が付加された（大宇ロイヤルズが釜山大宇ロイヤルズに、LGチータースが安養LGチータースに、油公コッキリが富川油公に、一和天馬が天安一和天馬に、現代ホランイが蔚山現代ホランイに改称した）。1996年にはソウル市に集中していた3クラブが周辺都市に移転された。1997年には初の市民クラブとして大田シチズンが創設された。

### 2000年代 - 2020年代
2008年11月9日、1983年からのリーグ通算1万号ゴール達成。1万号ゴール目はオウンゴールだった。2011年まで、2部リーグに相当するナショナルリーグ（Nリーグ）とKリーグとのあいだに昇格・降格システムはなかった。実業団リーグから発展したNリーグは、2003年にK2リーグの名称で始まった。Kリーグへの昇格システムは2006年よりNリーグ優勝クラブを対象にして始まったが、2年連続で優勝クラブが昇格を拒否したことをうけて、2008年に廃止された。
AFCがKリーグに1部-2部の昇降制導入を勧告したことを受け、Kリーグ関係者が2011年夏にスコットランド・オランダ・日本などを訪問して、リーグ運営実態を現地調査するなど、昇降制の実施に向けたケーススタディが実施された結果、スコットランドの昇降システムを模範とすることとなり、2011年12月に昇降制度の素案が発表された。これによると、2012年度よりKリーグにスプリットシステムを導入し、年間成績下位4チームを2部リーグに降格させ、2013年より1部リーグ12チーム、2部リーグ8チームで昇降制をスタートさせることになっていた。しかし、この素案が発表されると、母体企業を持たず財政基盤が脆弱な市民球団6チーム（仁川・江原・太田・光州・大邱・慶南）が猛烈に反対し、Kリーグ脱退までちらつかせて抵抗したために再検討が行われ、2012年1月16日の理事会において2012年度リーグ年間成績により下位2チームをまず降格させ、翌年の2013年リーグ戦終了後、さらに2チームを2部リーグに降格させる2+2妥協案が可決された。これにより、Kリーグは2014年度より1部リーグ12チームで運営されることとなった（プロ連盟の暫定的な計画書によると、2013年度は1部下位2チーム（13位・14位）の自動降格以外に、2部リーグ優勝チームと1部リーグ12位との間で入れ替え戦が予定されている）。ただし、2部リーグについては、当初2013年度8チームでスタートすることになっていたが、2012年リーグ戦終了後の降格チーム数が減らされたため、2012年11月末時点では具体的構想が固まっていなかった。
軍隊チームの尚武はAFCが要求するプロクラブの要件を満たせないため、昇降制が導入されると優先的に2部リーグに降格されることがあらかじめ決まっていた。したがって、2012年リーグ戦終了後の2部リーグ降格チームは尚武＋1チームということになっていた。尚武の2部降格は既定事実であるが、降格時期についての具体的な規定が明文化されたものがないため、2+2妥協案確定後に尚武からクレームが出た。そのため、2012年度シーズンにおいて尚武が14位以上の成績を上げた場合は、リーグ戦終了後に理事会において降格チーム確定のための再協議を行うこととなったが、結局尚武が2012年後期リーグを全試合ボイコットし最下位が確定したため、そのまま尚武の降格が決まった。2012年11月28日、光州FCのリーグ15位が確定し、2012年シーズンの成績による降格チームは尚武、光州に決まった。なお2部リーグでは2012年までの2部以下に相当するNリーグ以下のクラブからも参加チームを募集し、Nリーグからは水原市庁FC（水原FCに改組）、忠州ヒュンメル、安山H FC（高陽HiFCに改組）、FC安養（形式上は新規参入だが、高陽国民銀行サッカー部を統合）の4クラブ、チャレンジャースリーグ（3部相当）からは富川FC1995、またRリーグ（Kリーグの若手育成リーグ）に所属していた韓国警察庁サッカー部が新規加盟する。
2013年1月3日、2部制となった新リーグの概要が発表され、1部リーグに相当する「Kリーグクラシック」、2部リーグに相当する「Kリーグ」（のちに3月になって「Kリーグチャレンジ」に名称変更）の名称及び新ロゴが決定している。2017年7月1日の開催から、ビデオ判定が導入されている。2018年よりKリーグクラシックがKリーグ1、KリーグチャレンジがKリーグ2に改称された。

## 企業・地域とクラブ
1990年代までの韓国のサッカーリーグでは日本のJリーグのような地域名＋ニックネームというクラブ名はあまり一般的ではなく、韓国プロ野球や東欧のサッカークラブに見られるようなスポンサー企業名が付けられているチームが多いことが特徴の一つであった。
2000年代以降は旧来のクラブが都市名を冠するように改名したり、地域に根付いた市民球団が創設されたりすることが増えている。2002年のW杯以降、仁川・大邱・慶南・尚武の4チームがあらたにKリーグに参入したが、軍隊クラブの尚武以外の3クラブは地方自治体が主体となって創設された市民球団であり、企業チームの新規参入はない。
2004年のシーズン開幕時には、安養LGチーターズが安養市からソウルにフランチャイズを移し、クラブ名を「FCソウル」に変更し、10年ぶりに首都・ソウルにホームタウンを置くサッカークラブが誕生した。また2006年度シーズンから慶尚南道（昌原市など）をホームタウンとする新クラブ・慶南FCが参加する他、富川SKのホームタウン移転に伴い済州島に初めて誕生したサッカークラブ「済州ユナイテッドFC」も出場した。
2011年からは光州広域市を本拠地とする市民クラブ「光州FC」が参加し、前年まで光州広域市を本拠地としていた「光州尚武FC」は尚州市に移転し、「尚州尚武FC」となった。2013年からの2部制導入に伴う新加入クラブは京畿道を本拠地にしたクラブが多い中、忠清北道から初のKリーグクラブとなる「忠州ヒュンメルFC」が加入している。

## 外国人枠
2009年からKリーグにおいてもアジア枠（アジアクォーター制）が導入され、日本人選手が在籍するクラブもある。なお北朝鮮国籍選手は自国枠扱いとなり、外国人選手とはならない。また、外国人選手をゴールキーパーとして登録・出場させることはできない（交代枠を使い切っている状態でGKが警告・負傷で退場となりFPがGKを務める場合を除く）。

## 所属クラブ
- 2025シーズン。Kリーグ2に所属経験のあるクラブは背景を としている。

| クラブ名           | ホームタウン   | スタジアム                 | 2024年順位    | 参加年 |
| ------------------ | -------------- | -------------------------- | ------------- | ------ |
| FC安養             | 京畿道安養市   | 安養総合運動場             | Kリーグ2 優勝 | 2013-  |
| 大邱FC             | 大邱広域市     | DGB大邱銀行パーク          | Kリーグ1 11位 | 2002-  |
| 大田ハナシチズン   | 大田広域市     | 大田ワールドカップ競技場   | Kリーグ1 8位  | 1997-  |
| 江原FC             | 江原特別自治道 | 春川総合運動場             | Kリーグ1 2位  | 2009-  |
| 金泉尚武FC         | 慶尚北道金泉市 | 金泉総合運動場             | Kリーグ1 3位  | 2021-  |
| 光州FC             | 忠清北道清州市 | 光州ワールドカップ競技場   | Kリーグ1 9位  | 2023-  |
| 済州SK FC          | 済州特別自治道 | 済州ワールドカップ競技場   | Kリーグ1 7位  | 1982-  |
| 全北現代モータース | 全羅北道全州市 | 全州ワールドカップ競技場   | Kリーグ1 10位 | 1994-  |
| 浦項スティーラース | 慶尚北道浦項市 | 浦項スティールヤード       | Kリーグ1 6位  | 1983-  |
| FCソウル           | ソウル特別市   | ソウルワールドカップ競技場 | Kリーグ1 4位  | 1984-  |
| 水原FC             | 京畿道水原市   | 水原総合運動場             | Kリーグ1 5位  | 2003-  |
| 蔚山HD FC          | 蔚山広域市     | 蔚山文殊サッカー競技場     | Kリーグ1 優勝 | 1984-  |

## 大会形式
2006年
14チームによる年間2回総当り。それを1回ずつに区切って前期と後期（13試合ずつ）に分けてステージ順位を決める。各ステージの1位クラブと、それ以外のチームでの年間通算成績上位2クラブ（ワイルドカード）の4クラブがレギュラーシーズン終了後の11月に行う決勝トーナメント（プレーオフ）にこまを進める。プレーオフは前期1位とワイルドカード1位、後期1位とワイルドカード2位が1試合のみで対戦。（ホームはそれぞれのステージ1位チームの本拠地で）その勝者により、ホーム・アンド・アウェー方式の決勝戦を戦う。
2007年 - 2011年
前期・後期の2ステージ制を廃止。全クラブが2回総当りのリーグ戦を実施し、その年間総合成績上位6チームがプレーオフのトーナメントに進出。プレーオフはリーグ戦の年間成績で3位-6位、4位-5位で1回戦を実施し、その勝者同士で2回戦を行う。2回戦の勝者とリーグ戦年間成績2位のクラブが準決勝で対戦し、その準決勝の勝者とリーグ戦年間成績1位のクラブでチャンピオン決定戦を開催して優勝クラブを決める。1回戦から準決勝までは一発勝負。決勝のみホーム・アンド・アウェー。AFCチャンピオンズリーグ出場権は、レギュラーシーズン1位と2位及びプレーオフ2回戦の勝者が獲得する。なお、2012年度はチャンピオンズリーグ出場枠の変更があり、韓国は4→3.5に縮小された（このため、2011年リーグ最終順位が3位となった浦項スティーラーズは，本大会1次リーグ開幕前の2012年2月18日に本大会出場権をかけた予選を勝ち抜かなければならなくなった）。
2012年
スコティッシュ・プレミアリーグに倣った「スプリット・システム」（予選リーグ+決勝＜順位決定＞リーグ）を導入し、まず各チーム2回総当りの予選リーグ戦を行なった後に上位8チームと下位8チームにグループ分けして各2回総当りのセカンドラウンド（決勝リーグ）を行なう。予選リーグでの勝点・得失点差などは決勝リーグにも持ち越される。上位リーグの1位が年間優勝となり、上位3位までがAFCチャンピオンズリーグへの出場権を獲得する。また、下位リーグからは2部への降格チームが決定される（リーグ戦試合数の大幅増加のため、2012年度リーグカップ戦は廃止された）。
2013年
前年度のスプリットシステムを踏襲する形で、14チームによる2回総当たり（26節）の1次リーグと、その後成績の上位（1-7位）と下位（8-14位）の7チームに分かれたグループ内2回総当たり（13節・12試合）による決勝リーグの1チーム38試合で構成する。リーグ優勝とAFCチャンピオンズリーグへの出場権獲得の条件・扱いは前年に同じ。Kリーグクラシックの13・14位クラブは2014年度はKリーグチャレンジ（2部）に降格。またKリーグからの自動昇格はなく、Kリーグクラシック12位クラブとKリーグチャレンジ優勝クラブによるホーム・アンド・アウェー方式の入れ替え戦を12月に行う（第1レグはKリーグチャレンジ優勝クラブ、第2レグはKリーグクラシック12位クラブの主催）。なお、2試合のスコアが同点である場合はアウェイゴールを採用。それでも同じ場合は第2戦終了後に延長戦・PK合戦（アウェーゴールは適用せず）を実施する。ただし、韓国警察庁サッカー団がKリーグチャレンジに優勝した場合は、同チームがKリーグの提示した条件を満たす本拠地のサッカー場がない（全試合アウェー遠征扱いとなる）ため、Kリーグクラシックへの昇格・入れ替え戦出場が認められていないので、この場合入れ替え戦は開催しない（2位クラブの繰り上げもなし）。KリーグクラシックからKリーグチャレンジに初めて降格するクラブについては、運営面での支障をきたさない範囲での支援金が支給される。通常は降格した最初のシーズンは5億ウォン、2年目は3億ウォンであるが、2013年度については2012年度の降格した光州FCに対し、8億ウォンを一括支給するとしている。なお、これは期限付きの制度で2016年度までとなっている。再昇格後再び降格となった場合は支給されない。
2014年 - 現在
2014年からのKリーグクラシックは12チームでの固定開催となり、まず12チームのホームアンドアウェーの3回総当たり（33節、ホーム・アンド・アウェー+どちらか一方のホームでもう1試合）を行った後、上位と下位のそれぞれ6チームによる順位決定リーグ（それぞれ5節、どちらかのホームで1試合）を行い、1チームあたりの試合数は38試合となる。下位リーグの最下位（12位）チームは自動的にKリーグチャレンジの優勝チームと次年度入れ替え、同5位（通算11位）のチームはKリーグチャレンジの2-4位チームによる「入れ替え戦出場決定プレーオフ」で優勝したクラブと入れ替え戦を開催して次年度の所属クラスを決定する。

## 出場選手登録枠
Kリーグ1においては、2024年度までは「通常外国人枠5人（同時出場4人まで）＋アジア枠1人」としていたが、2025年度からアジア枠をなくし、「通常外国人枠6人（同時出場4人まで）」に改正される。これはアジア枠の廃止傾向を踏まえたものである。決定自体は2023年末だったが、2024年も多くのクラブでアジア枠の選手の契約が残っている点を踏まえて、猶予期間1年を設けている。
また、「U-22（22歳以下）出場義務規定」があり、22歳以下の選手の先発出場した人数に応じて、その試合の交代枠が定められている。
2023年度まで
- 22歳以下の選手が先発出場しなかった場合：交代枠2人
- 22歳以下の選手が1人だけ先発し、かつ追加の交代出場がなかった場合：交代枠3人
- 22歳以下の選手が2人以上先発するか、1人先発、かつ1人交代出場した場合：交代枠5人

2024年度以後
- 22歳以下の選手が一切出場しなかった場合：交代枠3人
- 22歳以下の選手が1人だけ先発し、かつ追加の交代出場がなかった場合、及び22歳以下の選手が先発出場せず、途中交代で2人以上出場する場合：交代枠4人
- 22歳以下の選手が2人以上先発するか、1人先発、かつ1人交代出場した場合：交代枠5人

2025年度からは「ホームグロウン制度」を制定し、韓国以外の外国籍のユース選手が、韓国国内のアマチュア育成チームなど一定期間所属していた選手については、韓国籍と同等扱いとみなす。

## 大会方式の変遷
| 年   | リーグ名                          | チーム数 | 試合数 | フォーマット                       |
| ---- | --------------------------------- | -------- | ------ | ---------------------------------- |
| 1983 | スーパーリーグ                    | 5        | 16     | 単一リーグ                         |
| 1984 | スーパーリーグ                    | 8        | 28     | 単一リーグ+上位2チームプレーオフ   |
| 1985 | スーパーリーグ                    | 8        | 21     | 単一リーグ                         |
| 1986 | サッカー大祭典                    | 6        | 10×2   | 前後期リーグ+チャンピオンシップ    |
| 1987 | 韓国プロサッカー大会              | 5        | 32     | 単一リーグ                         |
| 1988 | 韓国プロサッカー大会              | 5        | 24     | 単一リーグ                         |
| 1989 | 韓国プロサッカー大会              | 6        | 40     | 単一リーグ                         |
| 1990 | 韓国プロサッカー大会              | 6        | 30     | 単一リーグ                         |
| 1991 | 韓国プロサッカー大会              | 6        | 40     | 単一リーグ                         |
| 1992 | 韓国プロサッカー大会              | 6        | 30     | 単一リーグ                         |
| 1993 | 韓国プロサッカー大会              | 6        | 30     | 単一リーグ                         |
| 1994 | ハイト杯コリアンリーグ            | 7        | 30     | 単一リーグ                         |
| 1995 | ハイト杯コリアンリーグ            | 8        | 14×2   | 前後期リーグ＋チャンピオンシップ   |
| 1996 | ラピドカップ                      | 9        | 16×2   | 前後期リーグ＋チャンピオンシップ   |
| 1997 | ラピドカップ                      | 10       | 18     | 単一リーグ                         |
| 1998 | 現代カップKリーグ                 | 10       | 18     | 単一リーグ+上位4チームプレーオフ   |
| 1999 | BUY KOREAカップ Kリーグ           | 10       | 27     | 単一リーグ+上位4チームプレーオフ   |
| 2000 | サムスンデジタルKリーグ           | 10       | 27     | 単一リーグ+上位4チームプレーオフ   |
| 2001 | POSCO Kリーグ                     | 10       | 27     | 単一リーグ                         |
| 2002 | サムスンPAVV Kリーグ              | 10       | 27     | 単一リーグ                         |
| 2003 | サムスンハウゼン Kリーグ          | 12       | 44     | 単一リーグ                         |
| 2004 | サムスンハウゼン Kリーグ          | 13       | 12×2   | 前後期リーグ+上位4チームプレーオフ |
| 2005 | サムスンハウゼン Kリーグ          | 13       | 12×2   | 前後期リーグ+上位4チームプレーオフ |
| 2006 | サムスンハウゼン Kリーグ          | 14       | 13×2   | 前後期リーグ+上位4チームプレーオフ |
| 2007 | サムスンハウゼン Kリーグ          | 14       | 26     | 単一リーグ+上位6チームプレーオフ   |
| 2008 | サムスンハウゼン Kリーグ          | 14       | 26     | 単一リーグ+上位6チームプレーオフ   |
| 2009 | Kリーグ                           | 15       | 28     | 単一リーグ+上位6チームプレーオフ   |
| 2010 | ソナタKリーグ                     | 15       | 28     | 単一リーグ+上位6チームプレーオフ   |
| 2011 | 現代オイルバンクKリーグ           | 16       | 30     | 単一リーグ+上位6チームプレーオフ   |
| 2012 | 現代オイルバンクKリーグ           | 16       | 30＋14 | 単一リーグ＋上位・下位リーグ       |
| 2013 | 現代オイルバンクKリーグクラシック | 14       | 26＋12 | 単一リーグ+上位・下位リーグ        |
| 2014 | 現代オイルバンクKリーグクラシック | 12       | 33＋5  | 単一リーグ+上位・下位リーグ        |
| 2015 | 現代オイルバンクKリーグクラシック | 12       | 33＋5  | 単一リーグ+上位・下位リーグ        |
| 2016 | 現代オイルバンクKリーグクラシック | 12       | 33＋5  | 単一リーグ+上位・下位リーグ        |
| 2017 | KEBハナ銀行Kリーグクラシック      | 12       | 33＋5  | 単一リーグ+上位・下位リーグ        |
| 2018 | KEBハナ銀行Kリーグクラシック      | 12       | 33＋5  | 単一リーグ+上位・下位リーグ        |
| 2019 | KEBハナ銀行Kリーグクラシック      | 12       | 33＋5  | 単一リーグ+上位・下位リーグ        |
| 2020 | K League 1                        | 12       | 22＋5  | 単一リーグ+上位・下位リーグ        |
| 2021 | K League 1                        | 12       | 33＋5  | 単一リーグ+上位・下位リーグ        |
| 2022 | K League 1                        | 12       | 33＋5  | 単一リーグ+上位・下位リーグ        |
| 2023 |                                   | 12       | 33＋5  | 単一リーグ+上位・下位リーグ        |
| 2024 |                                   | 12       | 33＋5  | 単一リーグ+上位・下位リーグ        |

## 結果

### 歴代優勝クラブ・得点王
| 年   | 優勝クラブ               | MVP                   | 得点王                        |
| ---- | ------------------------ | --------------------- | ----------------------------- |
| 1983 | ハレルヤFC               | 朴成華 (ハレルヤ)     | 朴潤基 (油公)                 |
| 1984 | 大宇ロイヤルズ           | 朴昌善 (大宇)         | 白鍾哲 (現代)                 |
| 1985 | ラッキー金星ファンソ     | 韓文培 (ラッキー金星) | ピアポン (ラッキー金星)       |
| 1986 | 浦項製鉄アトムズ         | 李興實 (浦項製鉄)     | 丁海遠 (大宇)                 |
| 1987 | 大宇ロイヤルズ           | 丁海遠 (大宇)         | 崔相國 (浦項製鉄)             |
| 1988 | 浦項製鉄アトムズ         | 朴景勳 (浦項製鉄)     | 李基根 (浦項製鉄)             |
| 1989 | 油公コッキリ             | 魯壽珍 (油公)         | 趙兢衍 (浦項製鉄)             |
| 1990 | ラッキー金星ファンソ     | 崔震澣 (ラッキー金星) | 尹相喆 (ラッキー金星)         |
| 1991 | 大宇ロイヤルズ           | 鄭龍煥 (大宇)         | 李基根 (浦項製鉄)             |
| 1992 | 浦項製鉄アトムズ         | 洪明甫 (浦項製鉄)     | 林根載 (LG)                   |
| 1993 | 一和天馬                 | 李相潤 (一和)         | 車相海 (浦項製鉄)             |
| 1994 | 一和天馬                 | 高正云 (一和)         | 尹相喆 (LG)                   |
| 1995 | 一和天馬                 | 申台龍 (一和)         | 盧相來 (全南)                 |
| 1996 | 蔚山現代ホランイ         | 金鉉錫 (蔚山)         | 申台龍 (天安)                 |
| 1997 | 釜山大宇ロイヤルズ       | 金鋳城 (釜山)         | 金鉉錫 (蔚山)                 |
| 1998 | 水原三星ブルーウィングス | 高宗秀 (水原)         | 柳想鐵 (蔚山)                 |
| 1999 | 水原三星ブルーウィングス | 安貞桓 (釜山)         | シャシャ (水原)               |
| 2000 | 安養LGチータース         | 崔龍洙 (安養)         | 金度勳 (城南)                 |
| 2001 | 城南一和天馬             | 申台龍 (城南)         | サンドロC (水原)              |
| 2002 | 城南一和天馬             | 金大儀 (城南)         | エドミルソン (全北)           |
| 2003 | 城南一和天馬             | 金度勳 (城南)         | 金度勳 (城南)                 |
| 2004 | 水原三星ブルーウィングス | ナドソン (水原)       | モタ (全南)                   |
| 2005 | 蔚山現代ホランイ         | 李天秀 (蔚山)         | マチャド (蔚山)               |
| 2006 | 城南一和天馬             | 金斗炫 (城南)         | 禹成用 (城南)                 |
| 2007 | 浦項スティーラース       | タバレジュ (浦項)     | カボレ (慶南)                 |
| 2008 | 水原三星ブルーウィングス | 李雲在 (水原)         | ドゥドゥ (城南)               |
| 2009 | 全北現代モータース       | 李東國 (全北)         | 李東國 (全北)                 |
| 2010 | FCソウル                 | 金殷中 (済州)         | 兪炳守 (仁川)                 |
| 2011 | 全北現代モータース       | 李東國 (全北)         | デヤン (ソウル)               |
| 2012 | FCソウル                 | デヤン (ソウル)       | デヤン (ソウル)               |
| 2013 | 浦項スティーラース       | 金信煜（蔚山）        | デヤン (ソウル)               |
| 2014 | 全北現代モータース       | 李東國（全北）        | サントス (水原)               |
| 2015 | 全北現代モータース       | 李東國（全北）        | 金信煜（蔚山）                |
| 2016 | FCソウル                 | 鄭助國（光州）        | 鄭助國（光州）                |
| 2017 | 全北現代モータース       | 李在成（全北）        | ジョナタン（水原）            |
| 2018 | 全北現代モータース       | マルコン (慶南)       | マルコン (慶南)               |
| 2019 | 全北現代モータース       | 金甫炅 (蔚山)         | タガート (水原)               |
| 2020 | 全北現代モータース       | 孫準浩 (全北)         | ジュニオ (蔚山)               |
| 2021 | 全北現代モータース       | 洪正好 (全北)         | 周敏圭 (済州)                 |
| 2022 | 蔚山現代                 | 李青龍 (蔚山)         | 曺圭成 (全北)                 |
| 2023 | 蔚山現代                 | 金英權(蔚山)          | 周敏圭 (蔚山) ティアゴ (大田) |
| 2024 | 蔚山HD                   | 趙賢祐(蔚山)          | ムゴシャ(仁川)                |

出典

### クラブ別優勝回数
| クラブ名                 | 優 | 準 | 優勝年度                                            | 準優勝年度                                                |
| ------------------------ | -- | -- | --------------------------------------------------- | --------------------------------------------------------- |
| 全北現代モータース       | 9  | 3  | 2009, 2011, 2014, 2015, 2017, 2018 2019, 2020, 2021 | 2012, 2016, 2022                                          |
| 城南FC                   | 7  | 3  | 1993, 1994, 1995, 2001, 2002, 2003 2006             | 1992, 2007, 2009                                          |
| FCソウル                 | 6  | 5  | 1985, 1990, 2000, 2010, 2012, 2016                  | 1986, 1989, 1993, 2001, 2008                              |
| 浦項スティーラース       | 5  | 5  | 1986, 1988, 1992, 2007, 2013                        | 1985, 1987, 1995, 2004, 2023                              |
| 蔚山HD FC                | 5  | 10 | 1996, 2005, 2022, 2023, 2024                        | 1988, 1991, 1998, 2002, 2003, 2011 2013, 2019, 2020, 2021 |
| 水原三星ブルーウィングス | 4  | 4  | 1998, 1999, 2004, 2008                              | 1996, 2006, 2014, 2015                                    |
| 釜山アイパーク           | 4  | 3  | 1984, 1987, 1991, 1997                              | 1983, 1990, 1999                                          |
| 済州SK FC                | 1  | 5  | 1989                                                | 1984, 1994, 2000, 2010, 2017                              |
| 高陽ザイクロFC           | 1  | 0  | 1983                                                |                                                           |
| 全南ドラゴンズ           | 0  | 1  |                                                     | 1997                                                      |
| 仁川ユナイテッドFC       | 0  | 1  |                                                     | 2005                                                      |
| 慶南FC                   | 0  | 1  |                                                     | 2018                                                      |
| 江原FC                   | 0  | 1  |                                                     | 2024                                                      |

### 歴代昇降格クラブ
- 太字=自動昇・降格（Kリーグ1最下位<12位>とKリーグ2・1位クラブ間（ただし2012年はチーム数削減のため、下位2チーム<15・16位>自動降格のみで、昇格はなし、2013年は自動昇格はなく、下位2チーム<13・14位>が自動降格）
- 普通字体=入れ替え戦の結果による昇・降格（Kリーグ1の11位とKリーグ2・2位クラブ間。ただし2012年は昇格なし、2013年は自動昇格がなく、Kリーグ1・12位とKリーグ2・1位クラブの入れ替え戦によって決定）

| 年度 | Kリーグ2→Kリーグ1への昇格  | 次年度Kリーグ1→Kリーグ2への降格 |
| ---- | -------------------------- | ------------------------------- |
| 2012 | なし                       | 光州FC、尚州尚武FC              |
| 2013 | 尚州尚武FC                 | 大田シチズンFC、大邱FC、江原FC  |
| 2014 | 大田シチズンFC、光州FC     | 尚州尚武FC、慶南FC              |
| 2015 | 尚州尚武FC、水原FC         | 大田シチズンFC、釜山アイパーク  |
| 2016 | 大邱FC、江原FC             | 水原FC、城南FC                  |
| 2017 | 慶南FC                     | 光州FC                          |
| 2018 | 城南FC                     | 全南ドラゴンズFC                |
| 2019 | 光州FC、釜山アイパーク     | 済州ユナイテッドFC、慶南FC      |
| 2020 | 済州ユナイテッドFC、水原FC | 釜山アイパーク、尚州尚武FC      |
| 2021 | 金泉尚武FC                 | 光州FC                          |
| 2022 | 光州FC、大田ハナシチズン   | 城南FC、金泉尚武FC              |
| 2023 | 金泉尚武FC                 | 水原三星ブルーウィングス        |
| 2024 | FC安養                     | 仁川ユナイテッドFC              |

## 選手育成
過去においてKリーグではヨーロッパのような育成組職は多くなく、優秀な人材は高校や大学、実業団に所属する選手からセレクトしてきた。大抵の選手は大学卒業後、Kリーグのクラブ入りする。高校卒業後、大学1年生在学中に、いきなりJリーグの京都パープルサンガ入りした朴智星のような例は、当地では異例中の異例であった。しかし、Jリーグを背景に長足の進化を遂げた日本に刺激を受け、近年ではサッカー協会がKリーグのクラブにユース組織結成を促すなど、選手育成システムの改善に力を入れている。
新人選手の獲得については、長らくドラフト制度が実施されてきた。大きく一般指名制度（通常のドラフトシステム）と縁故提携高校からの指名制度（フランチャイズに近い高校から優先的に指名する制度）があったが、2002年に廃止された。しかし、選手の年俸の高騰による各球団の経営難等を理由に2006年度からドラフト制度が復活した。しかし「時代に逆行している」との世論の批判があり、ドラフト制は有力選手の海外流出を加速するだけで実効性が乏しいという意見もある。事実、有望な若手選手は、Jリーグのチームに移籍することも多い。これは、Kリーグの年俸に比べて、2部リーグであっても、Jリーグの年俸の方が比較的高く、日本側からしても、有望な韓国人選手を安く獲得できるというメリットがある。二部制が導入されたこともあり2015年度からドラフト制は再び廃止されることになった。
韓国には兵役があるため、この期間中に選手としてのキャリアが中断される事が一つの問題となっている。入営期間中にプレー出来るクラブとして尚武と警察庁の2つがあるが、定員が限られているため、全ての選手がプレーできるわけではない。韓国サッカー協会は軍隊入隊による選手の早期現役引退を防ぎ、選手のプレー機会の拡充のため軍隊チームを現在の尚武1クラブから陸軍・海軍・空軍各1クラブずつ計3クラブに増やすことを長年主張しているが、政府の同意を得るにいたっていない。なお、軍関連チームへの入団には年齢制限があり、尚武は27歳、警察庁は30歳を超えると入団できない。

## その他
2011年、八百長事件が発覚。2015年、慶南FCによる審判買収が発覚し、慶南FCは2016年のシーズンの勝ち点10点減点とともに制裁金7,000万ウォンの懲戒処分が下された。また、金品を受けた審判2人とブローカーの役割をした審判2人は永久資格停止処分となった。さらに2016年にも、2013年の全北現代モータースによる審判買収が発覚し、検察に摘発された。買収された2人の審判は昨年に発覚した慶南FCの審判買収と同じ審判だった。